# Mimi Aguglia
Girolama « Mimi » (« Mimì ») Aguglia, née le 21 décembre 1884 à Palerme (Sicile, Italie), morte le 31 juillet 1970 à Los Angeles — Quartier de Woodland Hills (Californie, États-Unis), est une actrice d'origine italienne, naturalisée américaine en 1945.

## Biographie

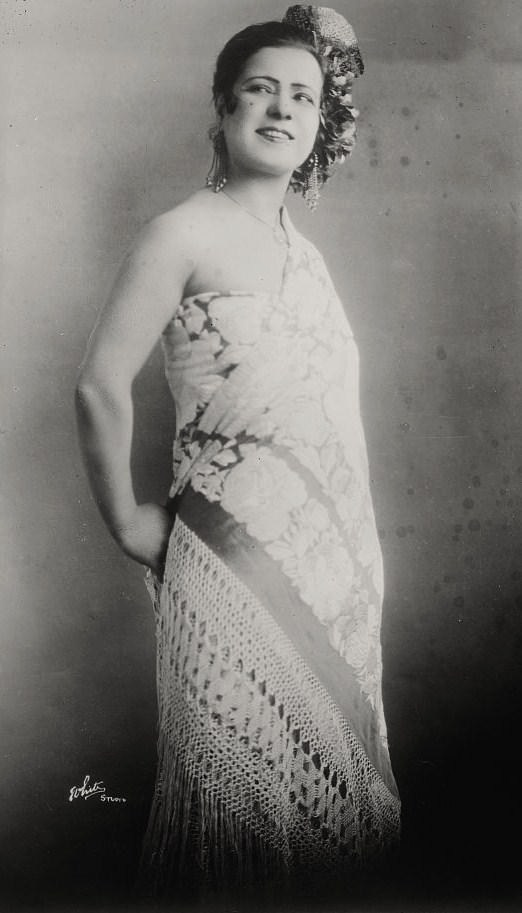
Photographiée vers 1920

En 1900 (à 16 ans), Mimi Aguglia débute au théâtre en Sicile. Elle intègre en 1904 la troupe itinérante se produisant en dialecte sicilien (Compagnia drammatica dialettale siciliana) du dramaturge Nino Martoglio et de l'acteur Giovanni Grasso, puis en 1908, la troupe également itinérante (Nuova compagnia italiana) du baron Vincenzo Ferraù (dont elle est un temps la compagne). Ainsi, elle se produit en tournée dans son île natale (notamment à Catane et à Palerme), la péninsule italienne (ex. : à Milan et à Rome) et à l'étranger (à Londres, à Paris, en Amérique — du Nord et du Sud —, entre autres). Par exemple, en 1908, elle débute à New York dans la pièce Malia (Malìa) de son compatriote Luigi Capuana. Et elle joue à Broadway fin 1919-début 1920, dans une pièce américaine.
Au début des années 1920, Mimi Aguglia s'établit définitivement aux États-Unis et obtient la citoyenneté américaine en 1945. C'est pourquoi elle apparaît au cinéma américain, d'abord comme figurante dans un film muet de 1924, puis dans huit films parlants tournés en langue espagnole, sortis de 1931 à 1935. Enfin, elle collabore à vingt-deux autres films américains, de 1937 à 1957 ; parmi eux, mentionnons Le Banni d'Howard Hughes (1943, western avec Jack Buetel et Jane Russell), Tourment de John Sturges (1950, avec June Allyson et Dick Powell), ou encore La Rose tatouée de Daniel Mann (1955, avec Anna Magnani et Burt Lancaster).
À la télévision, elle contribue à trois séries américaines, en 1950, 1956 et 1964.
Elle est la mère de l'actrice américaine Argentina Brunetti (1907-2005).

## Théâtre (sélection de pièces)

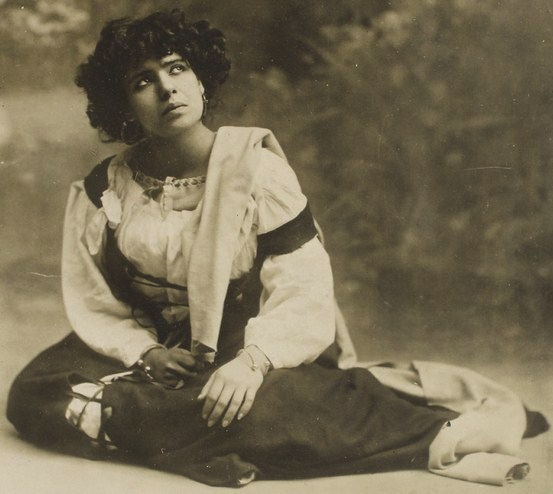
Dans la pièce Malia, en 1908

- 1903 : Monsieur Alphonse (Signor Alfonso) d'Alexandre Dumas fils (à Catane)
- 1904 : Malìa de Luigi Capuana (à Palerme)
- 1904 : A figghia di Joriu (La figlia di Iorio) de Gabriele D'Annunzio, adaptation en sicilien de Giuseppe Antonio Borgese (à Rome)
- 1908 : Malia de Luigi Capuana (à New York)
- 1910 : La cena delle beffe de Sem Benelli (à Milan)
- 1911 : Cavalleria rusticana de Giovanni Verga (en Sicile)
- 1919-1920 : The Whirlwind de George C. Hazelton et Ritter Brown, avec John Davidson, Joseph Sweeney (à Broadway)

## Filmographie complète

### Au cinéma
- 1924 : Le Dernier Homme sur terre (The Last Man on Earth) de John G. Blystone (figurante)
- 1931 : Mi último amor de Lewis Seiler
- 1932 : Marido y mujer de Bert E. Sebell
- 1932 : El último varon sobre la Tierra de James Tinling (remake de The Last Man on Earth de 1924 pré-cité)
- 1933 : Primavera en otoño d'Eugene Forde
- 1933 : Su último amor (réalisateur non-spécifié)
- 1933 : Una viuda romántica de Louis King
- 1934 : Tres amores de Jesús Topete et Aubrey Scotto
- 1935 : Señora casada necesita marido de James Tinling
- 1937 : The Lady Escapes d'Eugene Forde
- 1941 : Shanghaï (The Shanghai Gesture) de Josef von Sternberg
- 1943 : Le Banni (The Outlaw) d'Howard Hughes
- 1945 : Une cloche pour Adano (A Bell for Adano) d'Henry King
- 1945 : Escale à Hollywood (Anchors Aweigh) de George Sidney

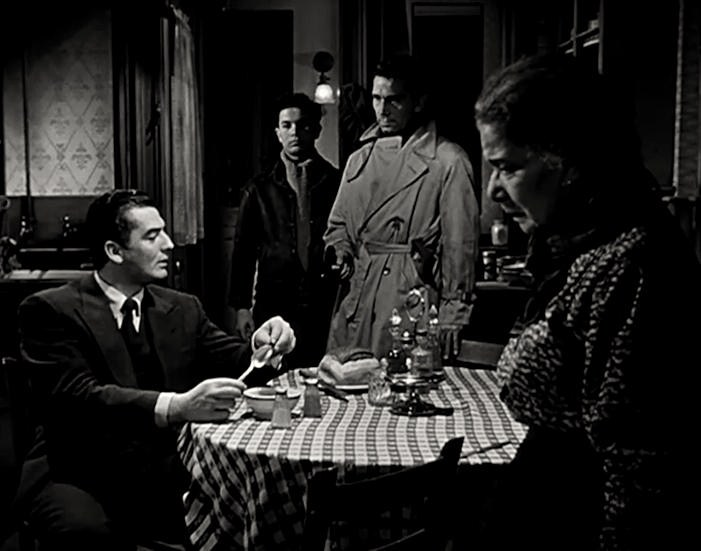
De g. à d. : Victor Mature, Tommy Cook, Richard Conte et Mimi Aguglia, dans La Proie (1948)

- 1946 : La Fille et le Garçon (The Time, the Place and the Girl) de David Butler
- 1947 : Les Conquérants d'un nouveau monde (Unconquered) de Cecil B. DeMille
- 1947 : Carnival in Costa Rica de Gregory Ratoff
- 1947 : Capitaine de Castille (Captain from Castile) d'Henry King
- 1948 : La Proie (Cry of the City) de Robert Siodmak
- 1949 : Le Baiser de minuit (That Midnight Kiss) de Norman Taurog
- 1949 : Les Insurgés (We were Strangers) de John Huston
- 1949 : Corps et Âme (The Doctor and the Girl) de Curtis Bernhardt
- 1949 : Ville haute, ville basse (East Side, West Side) de Mervyn LeRoy
- 1950 : La Main noire (The Black Hand) de Richard Thorpe
- 1950 : Tourment (Right Cross) de John Sturges
- 1950 : Deported de Robert Siodmak
- 1950 : Captif de l'amour (The Man Who Cheated Himself) de Felix E. Feist
- 1951 : Cuban Fireball de William Beaudine
- 1952 : Aventure à Rome (When in Rome) de Clarence Brown
- 1955 : La Rose tatouée (The Rose Tattoo) de Daniel Mann
- 1957 : Les Frères Rico (The Brothers Rico) de Phil Karlson

### À la télévision (séries)
- 1950 : Fireside Theatre (en), Saison 3, épisode 13 Love of Mike de Frank Wisbar
- 1956 : The Millionaire, Saison 3, épisode 6 The Virginia Lennart Story de James V. Kern
- 1964 : Le Jeune Docteur Kildare (Doctor Kildare), Saison 4, épisode 8 Rome will never leave You, Part I